# آسیاب آبشار تزرج ۳ (کر)
آسیاب آبشار تزرج ۳ (کر) مربوط به دوره قاجاریه است و در روستای تزرج، بخش مرکزی، شهرستان حاجی آباد، استان هرمزگان واقع شده است. این اثر در تاریخ ۲۵ آبان ۱۳۸۴ با شمارهٔ ثبت ۱۳۸۲۴ به‌عنوان یکی از آثار ملی ایران به ثبت رسیده است.